# Kabinet múz

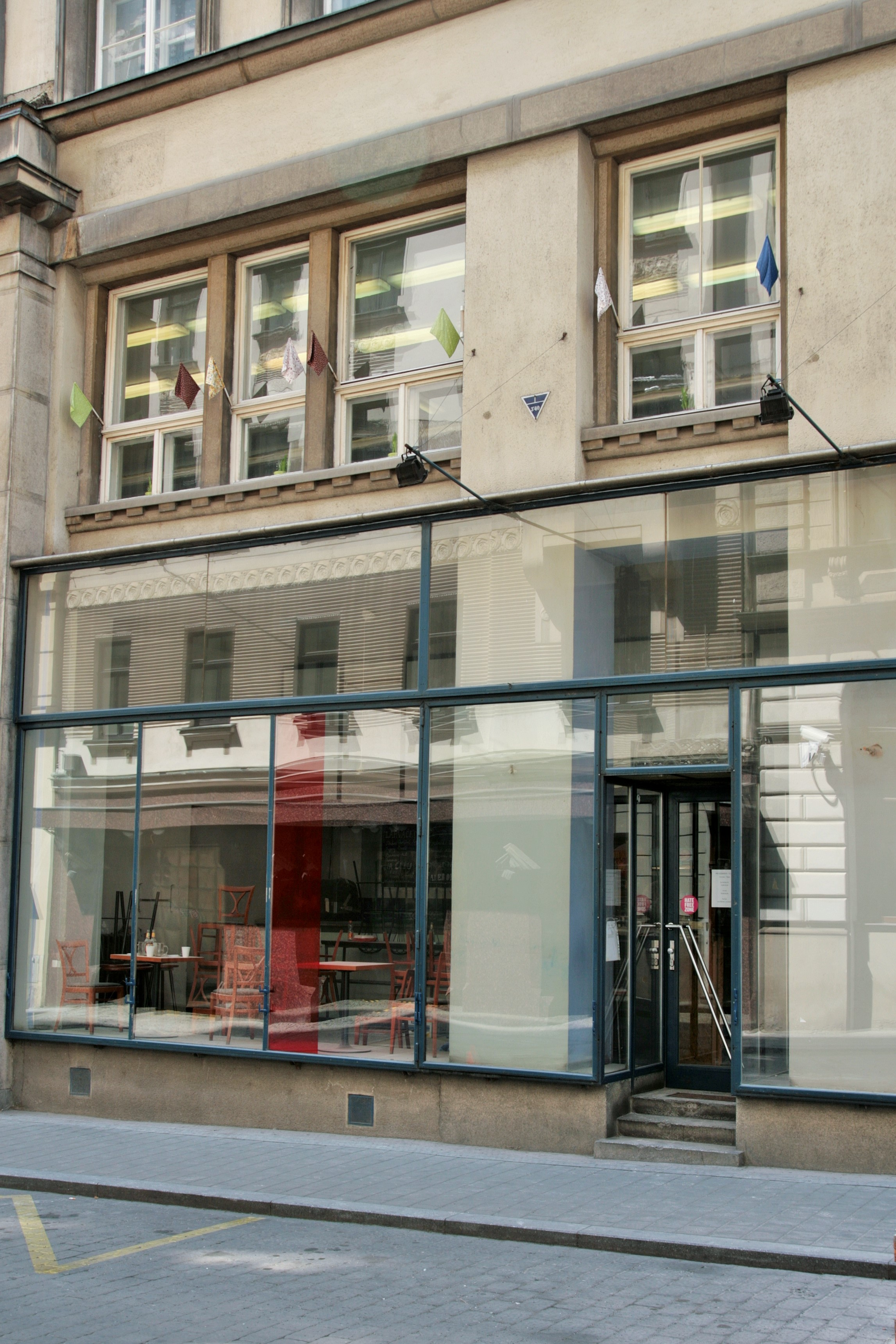
Kabinet múz na Sukově ulici 4 v Brně

Kabinet MÚZ je klíčovým hudebním klubem v Brně, jehož vliv a prestiž sahají daleko za hranice České republiky. Je oblíbeným místem zahraničních interpretů na jejich evropských turné a nabízí bohatý program zaměřený zejména na alternativní uměleckou scénu. Kabinet MÚZ je také domovem hudebního vydavatelství Kabinet Records.
Kabinet MÚZ hostil mnoho významných koncertů, včetně vystoupení High On Fire, Mutoid Man, Boris, Young Fathers, Shabazz Palaces, Russian Circles, Algiers a předních českých interpretů jako Tata Bojs, Midi Lidi, Smack One, Kafka Band, Post-hudba, Priessnitz nebo slovenské Katarzie. Pestrý kulturní zážitek dotváří moderní bar s širokou nabídkou alkoholických i nealkoholických nápojů.
Prostor vznikl v roce 1991, až do roku 2003 zde sídlilo HaDivadlo, které se poté přesunulo do pasáže Alfa a v Kabinetu múz začalo fungovat Divadlo v 7 a půl. Kvůli dluhu na nájemném ale o tři roky později dostalo výpověď a prostor začala pro neveřejné zkoušky svých studentů využívat Divadelní fakulta Janáčkovy akademie múzických umění. Ta je ale v roce 2009 musela opustit opět kvůli výši nájemného. Až v roce 2012 se nový tým rozhodl provoz Kabinetu MÚZ obnovit. Od září 2012 zde působilo Divadlo Feste. Od dubna roku 2016 zde působil také pravidelný cyklus filmových projekcí pod názvem „Kabinet Filmúz“, který vedou Jan Churý a Jaromír Franta.